# Сепак такрау
Сепак такрау или Сепактакрау (на малайски: sepak takraw, на тайски: ตะกร้อ, на лаоски: ກະຕໍ້, на тагалог: sipa, на виетнамски: cầu mây, на тамилски: செபக் தக்ரா или கால் கட்டைப்பந்தட்டம்) е отборен спорт, популярен в Югоизточна Азия. Смята се за национален спорт на Малайзия. Играе се с топка изработена от ратан или пластмаса между два отбора от по двама до четирима играчи на игрище подобно на това за бадминтон. Играта често се описва като смесица между волейбол и футбол защото отборите са разделени от мрежа, но топката може да се удря само с ходило, коляно, рамо, гърди и глава. Комбинацията от футболни правила и високата 1,52 м мрежа изискват акробатични умения от състезателите.
В съвременния си вариант играта е стандартизирана през 1960 г., когато официални лица от Малайзия, Сингапур, Тайланд и Мианмар се срещат в Куала Лумпур и се договарят за наименованието и стандартни правила. В международен план спортът се управлява от Международната федерация по Сепактакрау (ISTAF), създадена през 1988 г.

## Етимология
Думата сепак на малайски: سڨق означава ритник, а думата такрау е от тайски: ตะกร้อ произход и означава плетена от ратан топка. Сепак такрау буквално означава „да риташ ратанова топка“. Името е избрано като компромис между Малайзия и Тайланд на срещата в Куала Лумпур през 1960 г.

## Международни правила и разпоредби
Сепак такрау се играе в две категории: регу, в която отборите се състоят от по трима играчи, и регу двойки с отбори от по двама играчи.

## Игрище
Игрището за сепак такрау е много подобно на това за бадминтон за двойки.
Размерите са 13,4 на 6,1 м (44 на 20 фута) като на височина до 8 м над пода не трябва да има никакви препятствия. Дебелината на линиите, очертаващи игрището, е до 4 см. До 3 м. от външните линии не трябва да има препятствия. Централната линия, разделяща игрището на лява и дясна половина, е с ширина 2 см.
Там, където се срещат централната и страничните линии, има очертани полукръгове с радиус 0,9 м. Във всяко игрално поле е очертан кръгът за сервис с радиус 0,3 м на разстояние от 2,45 м от задната и 3,05 м от страничните линии.

## Мрежа
Мрежата, подобно на тази за волейбол, е с отвори 6 до 8 см. Размерите ѝ са минимум 6,10 м на 0,7 м с лента от 5 см на горния и страничните краища. Горният край на мрежата в средата е на височина 1,52 м за мъже и 1,42 м за жени, а в краищата съответно на 1,55 м и 1,45 м.

## Топка
Топката трябва да бъде със сферична форма и изработена от синтетични влакна или еднослойна тъкан.
Когато е без покритие от синтетичен каучук, топката трябва да има 12 отвора и 20 пресечни точки. Обиколката трябва да е 42 – 44 см за мъже и 43 – 45 см за жени. Теглото може да варира от 170 до 180 г за мъже и 150 до 160 г за жени.
Топката може да е едноцветна или шарена, но цветовете не трябва да затрудняват играчите. Може да бъде изработена изцяло или с покритие от синтетичен каучук или мек издръжлив материал, с цел смекчаване на ударите върху тялото на играчите. Типът материал и конструкцията на топката или за покритието с гума или мека издръжлива обвивка, трябва да бъдат одобрени от ISTAF, преди да може да се използва за каквото и да е състезание.

## Играчи
Мачовете се играят между два отбора, наричани регу и състоящи се от по трима играчи. В някои случаи се играе в отбори от по двама или четирима.
Един от играчите, наричан теконг, също и сервиращ, играе на задна линия. Другите двама играчи трябва да са на предна линия, като левият е с роля, подобна на разпределителя във волейбола, а десният е нападател.

## Правила и техника
Сервисът се изпълнява само от теконга от място, като до момента на удара единият крак трябва да докосва пода в кръга за сервис, т.е. не може да се изпълнява сервис с отскок. Топката се подхвърля от десния играч, стоящ в четвърт кръга за подаване в ъгъла при мрежата. Третият играч също трябва да е застанал в левия четвърт кръг при мрежата, като и двамата имат право да се придвижват в полето си след удара на сервиращия. Обичайната техника са сервис е удар с вертикален шпагат високо над главата. След сервиса топката трябва да премине в противниковото поле без да докосва играч от сервиращия отбор, но може да докосне мрежата.
По време на разиграване, подобно на други игри с топка, тя трябва да бъде прехвърлена в противниковото поле след не повече от три удара, като няма ограничение за последователни удари от един играч.
„Забивките“ се изпълняват със задна или странична ножица с висок отскок. Блокадите се извършват с крак или с гръб.
Играе се до два от три гейма, като във всеки гейм се играе до 21 точки с разлика от поне две точки. При равенство от 21 – 21 се играе до разлика от две точки или до достигане на 25 от единия отбор. Точки се печелят, както във всички подобни игри при падане на топката извън игралното поле или при фал.
Отборите се редуват да сервират на всеки три сервиса независимо кой печели точките. При равенство от 21 – 21 отборите се редуват на всеки сервис.
При отборно състезание се играе до два от три мача (регу), като във всеки мач трябва да участват различни състезатели.
|  | Тази страница частично или изцяло представлява превод на страницата Sepak takraw в Уикипедия на английски. Оригиналният текст, както и този превод, са защитени от Лиценза „Криейтив Комънс – Признание – Споделяне на споделеното“, а за съдържание, създадено преди юни 2009 година – от Лиценза за свободна документация на ГНУ. Прегледайте историята на редакциите на оригиналната страница, както и на преводната страница, за да видите списъка на съавторите. ВАЖНО: Този шаблон се отнася единствено до авторските права върху съдържанието на статията. Добавянето му не отменя изискването да се посочват конкретни източници на твърденията, които да бъдат благонадеждни. |